# ویدئو سی‌دی
ویدئو سی‌دی (انگلیسی: Video CD) (به اختصار: VCD) یک فرمت رسانه خانگی و اولین فرمت برای توزیع فیلم‌ها بر روی دیسک نوری استاندارد (۱۲۰ میلی-متر یا ۴.۷ اینچ) است. این فرمت به طور گسترده در جنوب شرق آسیا و خاورمیانه رایج بود و جایگزین فرمت‌های VHS و بتامکس شد تا اینکه در اواخر دهه ۲۰۰۰ و اوایل دهه ۲۰۱۰، فرمت  DVD ویدئو جایگزین آن شد.
VCD یک فرمت دیجیتال برای ذخیره‌سازی ویدیو روی یک لوح فشرده است که در اکثر دستگاه‌های پخش‌کننده دی وی دی و بعضی از کنسول‌های بازی ویدئویی قابل پخش است. با این حال، آن‌ها در برخی دستگاه‌های پخش‌کننده دیسک بلو-ری و پلی‌استیشن ۴ و پلی‌استیشن ۳ به دلیل عدم پشتیبانی از سازگاری عقب‌رو برای فرمت ویدئوی قدیمی MPEG 1 که در VCDها استفاده می‌شود، قابل پخش نیستند.
استاندارد ویدئو سی‌دی در سال ۱۹۹۳ توسط سونی، فیلیپس، پاناسونیک، و جی‌وی‌سی ایجاد شد که تحت عنوان «استاندارد کتاب سفید» به آن ارجاع داده می‌شود.